# Maikel Focs (canción de La Franela)
Maikel Focs es la séptima canción del álbum Hacer un puente (2011) de La Franela. Es el tercer y último sencillo del álbum Hacer un puente (2011).

## Fondo
La canción "Maikel Focs" parodia a la película de 1985 Volver al Futuro, también el nombre de la canción parodia al nombre del actor Michael Fox quien interpretó a Marty McFly.«Similitud en ambos nombres» El niño del vídeo era el hijo más chico de Daniel "Piti" Fernández, Danilo Fernández, quienes ambos parodiaron a Marty McFly, Gustavo Parisi del grupo Los Auténticos Decadentes, interpretó al Dr. Emmett Brown.
El rodaje de cine fue llevado a cabo por Gual Mostajo, en el vídeo musical cuentan con encuentros y desencuentros de un niño y una niña, en busca de un amor pérdido él viajará en el tiempo para recuperarlo. El 4 de febrero de 2013, la canción tuvo un teaser en el que muestra lo que se iba a venir.

## Créditos
Autor(es) y productor(es):
- Letra y música: Diego Martín Bosa
- Letra: Daniel "Piti" Fernández
- Producción: Diego Martín Bosa